# Guram Kashia
Guram Kashia (en géorgien : გურამ კაშია) est un footballeur international géorgien né le 4 juillet 1987 à Tbilissi en RSS de Géorgie. Actuellement au Slovan Bratislava, il évolue au poste de défenseur central.

## Biographie

### En club

#### Vitesse Arnhem (2010-2018)
En 2010, Kashia signe au Vitesse Arnhem. il s'impose rapidement comme titulaire et deux saisons après son arrivée, Guram Kashia est élu capitaine du club. Au cours de sa carrière à Vitesse, il joue un total de 292 matches.
En août 2015, il est nommé meilleur joueur du mois d'août en Eredivisie.

#### San Jose Earthquakes (2018-2021)
Le 14 juin 2018, Guram Kashia rejoint l'équipe de la Major League Soccer des San Jose Earthquakes pour un contrat pluriannuel, rejoignant son compatriote et ami proche Vako Qazaishvili.

#### Slovan Bratislava (depuis 2021)
Après son départ de San Jose, Guram Kashia passe trois mois au Lokomotiv Tbilissi et signe en juin 2021 un contrat avec le Slovan Bratislava, prolongé plus tard jusqu'à l'été 2024.
Il est inclus dans le meilleur 11 de la saison 2022-23.

### En équipe nationale
Guram Kashia fait ses débuts avec la sélection géorgienne le 1er avril 2009 contre le Monténégro. En octobre 2012, il marque le seul but de la Géorgie contre la Finlande lors d'un match de qualification pour la Coupe du monde 2014.
Kashia est nommée footballeur géorgien de l'année à deux reprises, en 2012 et en 2013. Depuis le 14 juin 2018, Kashia est capitaine de sa sélection. Le 26 septembre 2022, il dispute son 100e match pour la Géorgie lors du match de la Ligue des Nations contre Gibraltar. Kashia est le joueur géorgien le plus capé de tous les temps ,.
Le 22 mai 2024, il fait partie de la liste des 26 joueurs convoqués par Willy Sagnol pour disputer l'Euro 2024.

## Vie privée
Guram Kashia épouse sa femme Tamtuka en 2009 et a avec elle une fille, Alessandra, est née en 2013. Son frère aîné Shota est également footballeur professionnel et joue au FC Chikhura Sachkhere depuis 2013.
En novembre 2017, alors qu'il jouait pour le Vitesse Arnhem, Guram Kashia portait un brassard arc-en-ciel dans le cadre de l'initiative néerlandaise Coming out day. Sa démonstration de soutien aux droits LGBT provoque des manifestations devant le siège de la Fédération géorgienne de football exigeant son retrait de l'équipe nationale, au cours desquelles huit personnes sont arrêtées. Il se dit « fier de soutenir l'égalité des droits ». En août 2018, il est devenu le premier récipiendaire du prix #EqualGame de l'UEFA pour sa position en faveur des droits LGBT. En décembre 2018, il reçoit l'Ordre présidentiel d'excellence des mains du président géorgien Giorgi Margvelashvili.

## Palmarès
Récompenses collectives
- avec le Dinamo Tbilissi :
  - Champion de Géorgie : Saison 2007-08
  -  Supercoupe de Géorgie : Saison 2007-08
  - Coupe de Géorgie : Saison 2008-09

- avec le Vitesse Arnhem  :
  - Coupe des Pays-Bas : Saison 2016-17

- avec le Slovan Bratislava  :
  - Champion de Slovaquie : Saison 2021-2022, 2022-2023

Récompenses individuelles
- Ordre présidentiel d'excellence pour le soutien inconditionnel à la communauté LGBTQ+ : 2018
- UEFA #EqualGame Award : en 2018
- Footballeur géorgien de l'année : en 2012 et 2013
- Joueur de l’année au Vitesse Arnhem : en 2015 -16
- Équipe de la saison de Super Liga slovaque : 2021-2022, 2022-2023